# Juan Carlos Natale López
Juan Carlos Natale López (Xalapa-Enríquez, Veracruz; 26 de enero de 1981) es un político mexicano, con anterioridad miembro del Partido Revolucionario Institucional (PRI) y actualmente del Partido Verde Ecologista de México (PVEM). Ha sido, entre otros cargos, dos veces diputado federal, la segunda de ellas la desempeña a partir de 2021.

## Biografía
Juan Carlos Natale es licenciado en Administración de Empresas egresado de la Universidad Iberoamericana, y cuenta con estudios de posgrado en Finanzas Internacionales, y en Administración de Empresas Turísticas.
Miembro del PRI a partir de 1997, ocupó cargos como consejero político municipal, estatal y nacional, así como secretario coordinador del Movimiento Nacional de la Juventud del comité nacional de la Confederación Nacional de Organizaciones Populares (CNOP); en 2000 fue secretario auxiliar de la coordinación de giras y eventos del comité estatal, en 2004 coordinador estatal juvenil del Instituto Político Empresarial y en 2008 secretario general del comité nacional de la Juventud Popular Revolucionaria de la CNOP.
En 2005 fue subcoordinador de enlace gubernamental municipal y de ese mismo año a 2008, regidor suplente del municipio de Puebla, en el ayuntamiento presidido por Enrique Doger Guerrero.
En 2008 renunció al PRI y se unió al PVEM, siendo presidente estatal de ese partido ese mismo año. En 2009 fue postulado a diputado federal como candidato común del PRI y el PVEM por el Distrito 11 de Puebla, siendo electo a la LXI Legislatura y formando parte del grupo parlamentario del PVEM. En la Cámara de Diputados fue secretario de la comisión de Juventud y Deporte; e integrante de las comisiones de Equidad y Género; Especial de las Energías Renovables; Especial para conmemorar el 150 aniversario de la Batalla de Puebla, realizada el 5 de mayo de 1862; y, Especial para dar Seguimiento a las Agresiones a Periodistas y Medios de Comunicación; y Del Centro de Estudios para el Adelanto de las Mujeres y la Equidad de Género. Terminó su gestión en 2012.
De 2014 a 2018 fue diputado a la LIX Legislatura del Congreso del Estado de Puebla. En el último año mencionado fue candidato a Senador por el PVEM, no logrando el triunfo en la elección,
En 2021 fue postulado por segunda ocasión candidato a diputado federal, esta vez por la vía de la representación proporcional, siendo electo a la LXV Legislatura que concluirá en 2024. En esta oportunidad ocupa los siguientes cargos legislativos: secretario de la comisión de Salud; e integrante de las comisiones de Presupuesto y Cuenta Pública; y de Seguridad Ciudadana.